# أنطونيو نونيز خيمينيز

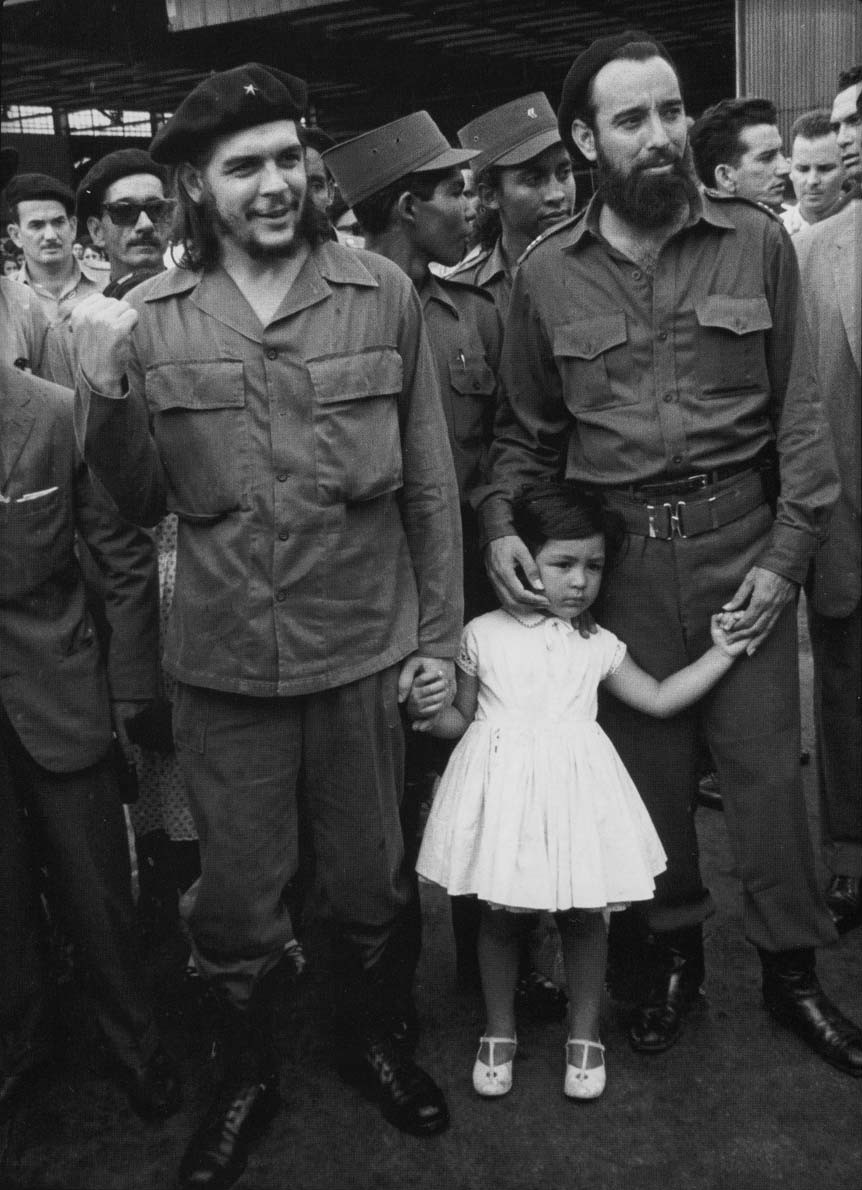
مع تشي جيفارا وابنته هيلدا، 4 سنوات، عام 1960.

أنطونيو نونيز خيمينيز (بالإسبانية: Antonio Núñez Jiménez) هو عالم إنسان كوبي، ولد في 20 أبريل 1923 في Alquízar ‏ في كوبا، وتوفي في 13 سبتمبر 1998 في هافانا في كوبا.